# Profundidades
Profundidades (Deeper en inglés) es la continuación de Túneles, el reconocido best seller de Roderick Gordon y Brian Williams. Fue publicada en 2008. La tercera parte de la saga, que se llama Caída Libre (novela) (Freefall), salió a la venta en 2009 y actualmente se ha publicado el cuarto libro el 3 de mayo de 2010, en inglés como "Closer", y en español como "Al límite". Su lanzamiento en español será en octubre de 2011.
Se tiene programada una adaptación cinematográfica para esta saga de libros. Profundidades es el segundo libro de seis.

## Personajes
- Will Burrows:Un chico de catorce años, es el protagonista de la historia, ha heredado de su padre el gusto por la excavación.
- Rebecca Burrows:hija de Crawfly, es una Styx del mundo subterráneo, y se hace pasar por la hermana de Will.
- Dr. Burrows (Roger):Padre adoptivo de Will, gracias a su gran curiosidad descubre un mundo subterráneo en las profundidades de Londres y se mete en un lío macabro. Will buscará a su extraviado padre en la historia.
- Sra. Burrows (Celia): Madre adoptiva de Will. Su único interés es la televisión, a la cual es adicta.
- Chester Rawls:Mejor amigo de Will, lo acompaña en su aventura en el mundo subterráneo.
- Sr. Jerome:Padre biológico de Will. Amargo y recto, tiene como hijo a Caleb, el hermano biológico de Will.
- Sarah Jerome Macaulay:Madre biológica de Will y Caleb. Huyó a la Superficie con el mayor, Will, y lo dejó en adopción. Es perseguida por la justicia Styx
- Caleb Jerome:Hermano biológico de Will, lo acompañará en su aventura.
- Abuela Macaulay:Madre de Tam y Sarah, abuela de Will y Caleb. Es asesinada por los Styx.
- Los "Styx":Líderes del mundo subterráneo, crueles y despiadados, son la ley allí abajo.
- Drake:Es un "Renegado" que ayuda a Will y sus amigos a sobrevivir en las profundidades. Antes fue un inventor en la superficie, secuestrado posteriormente por los styx para trabajar a su servicio en tecnología optoelectrónica, inventó la mirilla de visión nocturna que tienen los rifles de los limitadores. Es miembro activo de una sociedad secreta, similar a los Iluminatti, desde hace muchos años, su mano derecha se llama leatherman.
- Elliott:Es una adolescente, compañera de Drake, y toma el lugar de este como líder en el grupo cuando ella, Caleb, Will y Chester piensan que ha muerto. Antes de ser renegada vivió en la Colonia y al llegar a las profundidades fue salvada por Drake de las manos de otros renegados. Desde entonces no se separó de él. Es hija de una colona y un limitador por lo que es mitad colona y mitad styx.
- Tom Cox:Es un colono que dice que Drake le debe algo.
- El viejo Styx:El es el abuelo de Rebecca y el mayor dirigente de la colonia.

## Resumen
Con ayuda de Imago Freebone los chicos saltan al tren de los mineros donde está Chester, entonces le ayudan a reponerse porque está muy debilitado, cuando el tren de los mineros llega al final del trayecto entonces se ponen a explorar, llegan a un sitio que se llama llp ciudad de la brecha, donde en una casa sufren un ataque de unos murciélagos famélicos y se refugian en otra casa más grande y a su vez mejor conservada, se encuentran con que hay agua corriente y además que tiene en la biblioteca unas pisadas, en la biblioteca encuentran una lámpara Styx además, cuando bajan a otra sala se encuentran escrito con la letra del padre adoptivo de Will que pone la fecha de cuando él estuvo ahí y además que las paredes están forradas con plomo porque fuera hay mucha radiactividad, un tiempo después salen y van hacia un lugar que pone llanura grande donde en una cueva en la que hay estalagmitas que según Will son seres vivos, empieza a oler a azúcar, deciden entrar para ver si hay algo, entonces el aire se empieza a llenar de partículas blancas que no les dejan respirar entonces solo consiguen salir Will y Chester, Cal (el hermano de Will) se queda atrapado, Will se da cuenta de que las partículas blancas cuando se las quitan arrancan la piel un poco y dejan algo azul, después de la pérdida de Cal siguen caminando y escalan una pared, al llegar a la cima se dan cuenta de que hay varios Styx arremolinados, entonces Will le pide a Chester un chicle, él le señala donde está y Will coge uno y se da cuenta de que un perro de los que llevan los Styx empieza a gruñir olisqueando algo, alguien detrás de ellos agarra a cada uno y les dice que tiren los chicles ellos los tiran y las personas les llevan hacia abajo y les hacen pasar por una serie de caminos hasta llegar a una base entonces se revelan dicieno quienes son, eran un chico y una chica el chico era mayor y se llamaba Drake y la chica Elliot, un día llevando a cabo unas prácticas Will se pierde y le empiezan a perseguir los limitadores, una unidad especializada en la guerra de los Styx con unos perros de presa que son unos perros que pueden rastrear muy bien los olores, al final consigue escapar y llega a parar a una playa, cuando fueron de vuelta de la superficie y mataron a Tam le comunicaron la noticia a Sarah Jeromes la madre biológica de Will, mintiéndola y diciéndola que Will se había llevado a la fuerza a Calleb y le había tendido una trampa a Tam, entonces va a la casa de Will y se encuentra luego en la calle al cazador de Cal y este le lleva a una guarida excavada por su hijo, después de un pequeño viaje vuelve a la guarida y allí le espera Rebecca la hermana de Will y un pariente suyo , también están varios colonos que sujetan a Bartleby entonces piensa en suicidarse para que no la puedan utilizar ni sacarla información , pero su pariente le dice que escuche y ella le hace caso y la convencen parta que se haga una limitadora ella accede y entonces la llevan a la central Styx y la instruyen a igual que al gato para moverse en las profundidades, y cuando llegan el gato capta el olor de Cal. Después capturan a Drake y Chester encuentra a Will, van con Elliot a la base y se encuentra con una nota, después de leerla van y llegan a un sitio de llanura grande pasando por un bunker en el que ven un renegado amigo de ellos que está metido en una cámara sellada con una pinta espantosa y en la sala también hay unos cuantos Colonos muertos con peor pinta que el renegado, después de recorrer un camino llegan a una cornisa y Elliot dispara a una persona que está en una estaca, le pasa el rifle a Will y le dice que dispare para asegurarse de que está muerto, entonces con el rifle dispara y cuando va a comprobar si le ha dado se le aparece la cara de Rebecca y no le deja ver si ha dado a Drake, pero de repente escuchan el aullido de los perros de presa y echan a correr hasta llegar a la playa donde les esperan en una isla Cal y Chester, entonces llegan los limitadores y Sarah con el cazador, entonces salen en barca a la otra orilla donde se ha quedado Sarah, y en la isla de repente se hace una gran explosión y llegan a la orilla donde salen corriendo a unos barrizales de lodo caliente y al final llegan a unos túneles donde se encuentran con Sarah y Elliot le dispara pensando que era un limitador, entonces Sarah le pregunta a Will que si le tendió una trampa a Tam y Cal responde que no, que se salvó por ellos, el final llegan a un sitio que se llama los cortantes y Elliot dice que va a recoger unas provisiones, al irse llega un limitador y le empiezan a pegar inutilizándole el cuerpo para que no les mate y al final se zafa de ellos, y cuando les va a matar Elliot le dispara y seguidamente suena una explosión, en el túnel de Sarah Jerome llega Drake y ve a Sarah, la mira a ver si lleva algo de provecho y lo único que ve es un dibujo de ella, Cal y Will y pone su nombre, entonces la pregunta y escuchan que van llegando los limitadores y cuando bajan a los cortantes distrae a los limitadores y se lleva a Sarah, después de un rato llegan al poro (todos) y se Elliot se da cuenta de que han caído en una trampa, entonces se esconden y escuchan rugidos de perros de presa y suena la voz de Rebecca, entonces Will sale y se ata una cuerda que le pasan sus amigos, cuando se van a tirar sale Cal corriendo y le matan, después se tiran por el poro y sale Sarah y empuja a las Rebeccas y caen al fondo del poro.